# Sunburn Festival

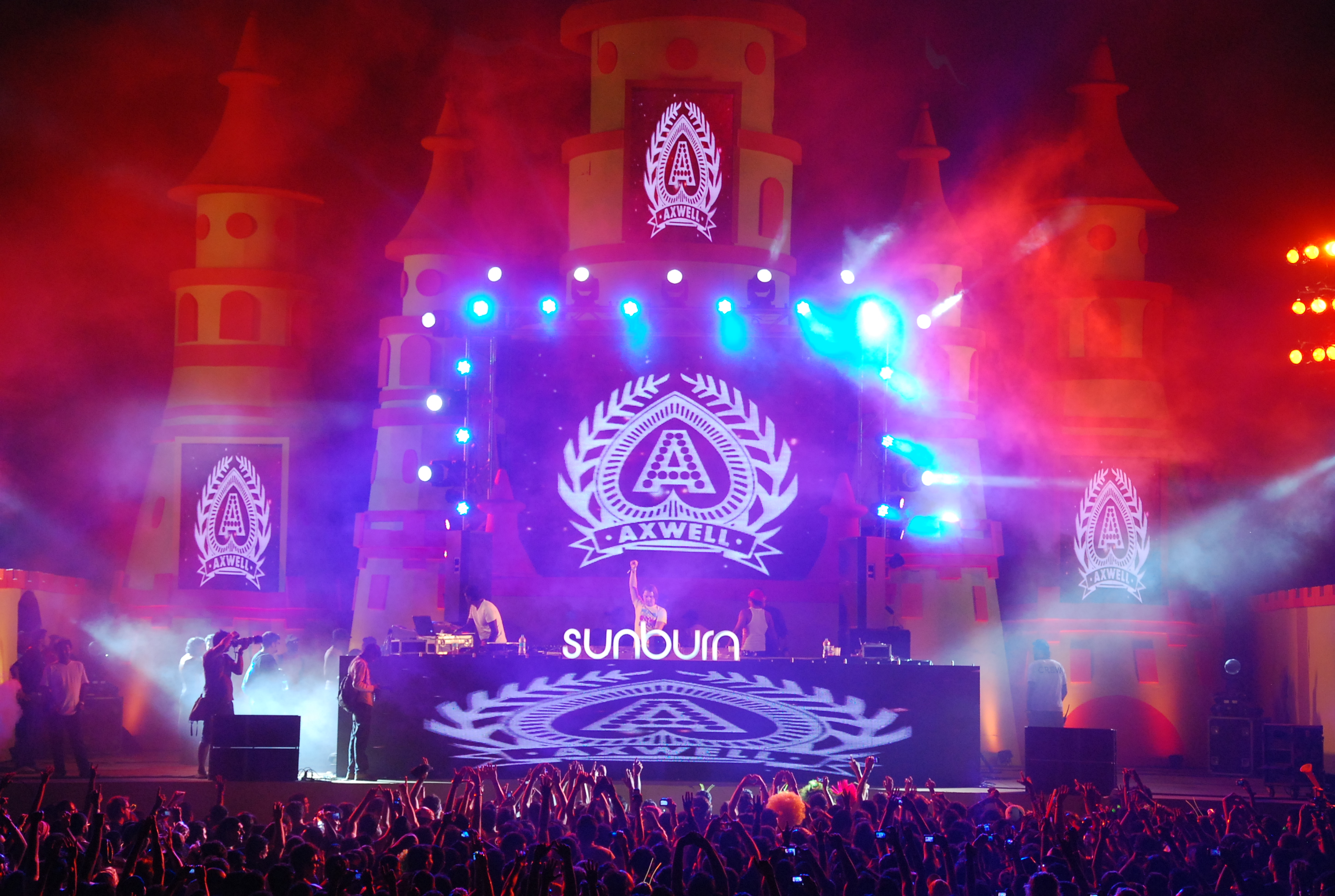
Bühne beim Sunburn

Das Sunburn ist ein Musikfestival der Elektronische Tanzmusik, welches jährlich Ende Dezember in Indien stattfindet.
Das Festival wurde 2007 erstmals am Strand von Candolim, Goa abgehalten. Die über 5500 Zuschauer konnten nationale und internationale DJ-Acts an zwei Tagen erleben, die Headliner waren Carl Cox und Axwell. Schnell wurde das Festival dreitägig abgehalten und wesentlich vergrößert. 2013 zog man nach Vagator, seit 2017 ist Pune Austragungsort. Man zählt nun etwa 100.000 Zuschauer bei 150 Acts auf acht Bühnen.

## Künstler (Auswahl)
Above & Beyond, Shapeshifters, Armin van Buuren, Martin Garrix, Roger Sanchez, Paul van Dyk, Ferry Corsten, Fedde Le Grand, Dimitri Vegas & Like Mike, Felix Jaehn, Seth Troxler, Salvatore Ganacci, Mattn, KSHMR u.v.m.